# Bad Münster am Stein-Ebernburg

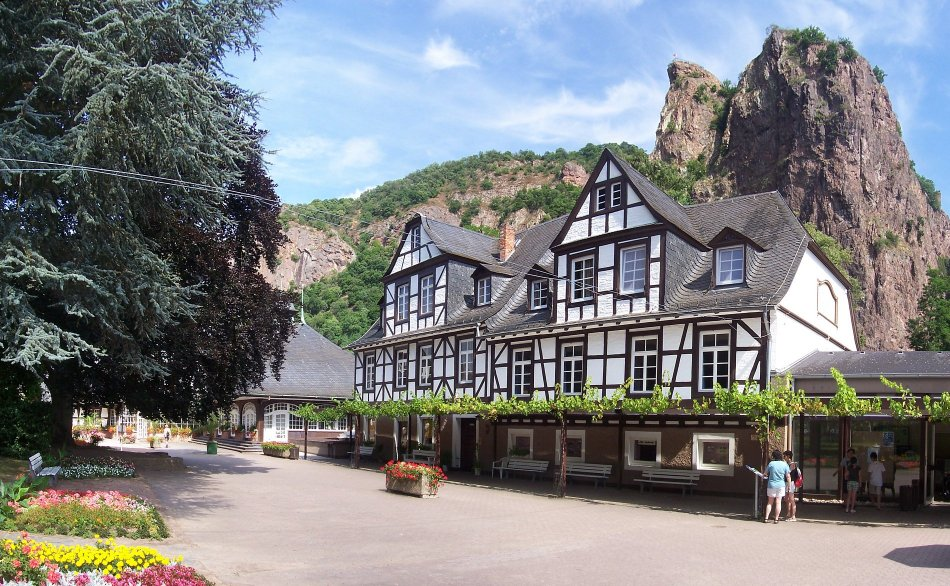

Bad Münster am Stein-Ebernburg là một đô thị của Đức ở bang Rhineland-Palatinate. Đô thị này thuộc huyện Bad Kreuznach. Dân số cuối năm 2006 là 3834 người, diện tích 9,53 km2 và nằm bên sông Nahe.

## Cư dân nổi bật
- Rudolf Eickemeyer, (1831-1895), sinh ở Altenbamberg, nhà phát minh [1]